# Canton d'Argentré
Le canton d'Argentré est une ancienne division administrative française située dans le département de la Mayenne et la région Pays de la Loire.

## Géographie
Ce canton était organisé autour d'Argentré dans l'arrondissement de Laval. Son altitude varie de 38 m (Parné-sur-Roc) à 152 m (Châlons-du-Maine) pour une altitude moyenne de 95 m.

## Représentation

### Conseillers généraux de 1833 à 2015
| Période | Période          | Identité                                       | Étiquette       | Qualité                                                                                             |
| ------- | ---------------- | ---------------------------------------------- | --------------- | --------------------------------------------------------------------------------------------------- |
| 1833    | 1848             | Louis-Pierre Martin-Bruneau                    |                 | Marchand de bois à Laval, fournisseur général de la Marine                                          |
| 1848    | 1852             | Jean-Romain Le Gentil                          |                 | Négociant, président du tribunal de commerce de Laval, administrateur des hospices de Laval         |
| 1852    | 1880 (décès)     | Henri Foucault (de) Vauguyon (père)            | Droite          | Propriétaire du château de la Perrine à Saint-Christophe (Eure-et-Loir), adjoint au maire de Laval  |
| 1880    | 1886             | Henri Foucault (de) Vauguyon (fils)            | Droite          | Propriétaire du château de la Perrine                                                               |
| 1886    | 1887 (décès)     | Frédéric Sesboué                               |                 | Notaire à Argentré                                                                                  |
| 1887    | 1917 (décès)     | Edmond Gaultier de Vaucenay (1851-1917)        | Conservateur    | Propriétaire, maire de Bonchamp-lès-Laval                                                           |
| 1917    | 1919             | siège vacant                                   |                 | |
| 1919    | 1940             | François Brisard (1880-1959)                   | URD             | Entrepreneur, maire d'Argentré, nommé membre de la Commission administrative départementale en 1941 |
|         |                  |                                                |                 | |
| 1945    | 1959 (décès)     | François Brisard                               | DVD             | Entrepreneur, maire d'Argentré                                                                      |
| 1959    | 1994             | Charles des Rieux de La Villoubert (1922-1998) | CD puis UDF-CDS | Propriétaire-agriculteur, maire de La Chapelle-Anthenaise                                           |
| 1994    | 2005 (démission) | Henri Houdouin                                 | RPR puis UMP    | Exploitant agricole, maire de Bonchamp-lès-Laval (1973-2008), député (1995-1997 et 2005-2007)       |
| 2005    | 2015             | Michel Ferron                                  | DVG             | Professeur de lycée, responsable syndical, conseiller municipal de Bonchamp-lès-Laval               |

### Conseillers d'arrondissement (de 1833 à 1940)
| Période                                  | Période      | Identité                                                              | Étiquette       | Qualité |
| ---------------------------------------- | ------------ | --------------------------------------------------------------------- | --------------- | --- |
| 1833                                     | 1839         | Joseph René Collet-Domaine (1782-1847)                                |                 | Entrepreneur en bâtiments, propriétaire à Laval, commandant de la Garde nationale de Laval                  |
| 1839                                     | 1848         | Joseph Pichon                                                         |                 | Propriétaire à Laval                                                                                        |
| 1848                                     | 1871         | Jacques Bernier                                                       |                 | Maire de Louverné, juge de paix à Argentré                                                                  |
| 1871                                     | 1925         | Charles Henri Letourneurs (Le Tourneurs du Val) (1843-1930)           | Conservateur    | Avocat, propriétaire du château de Grenusse, maire d'Argentré                                               |
| 1925                                     | 1936 (décès) | Léon Letourneurs (Le Tourneurs du Val) (1875-1936, fils du précédent) | Conservateur    | Propriétaire du château de Grenusse à Argentré                                                              |
| 1936                                     | 1940         | Hervé du Mesnildot (1890-1975)                                        | Union nationale | Maire de Parné-sur-Roc                                                                                      |
| 1940                                     |              |                                                                       |                 | Les conseils d'arrondissement ont été suspendus par la loi du 12 octobre 1940 et n'ont jamais été réactivés |
| Les données manquantes sont à compléter. |              |                                                                       |                 | |

Le canton participe à l'élection du député de la première circonscription de la Mayenne.
Source : Répertoire numérique des annuaires administratifs de la Mayenne. https://archives.lamayenne.fr/archives-en-ligne/ead.html?id=FRAD053_2NUM242&c=FRAD053_2NUM242_e0000017&qid=

## Composition

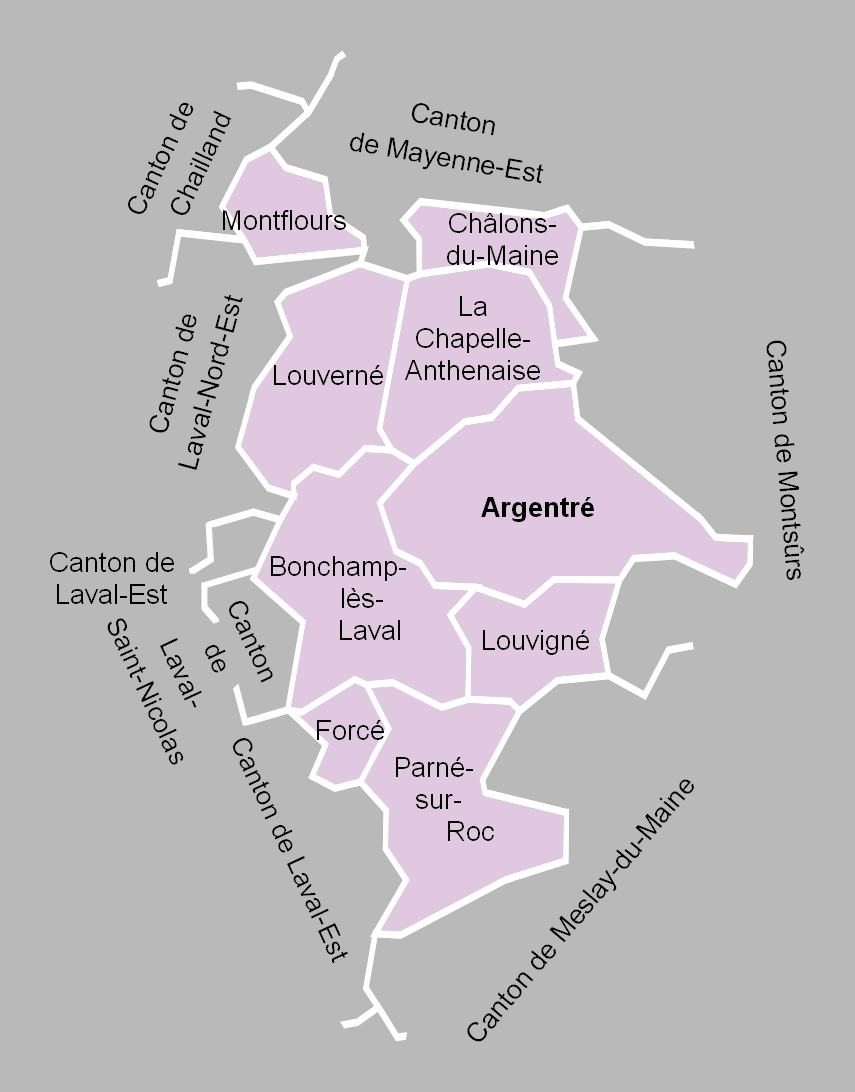
La carte des communes du canton. Les cantons limitrophes étaient ceux de Chailland, de Mayenne-Est, de Montsûrs, de Meslay-du-Maine, de Laval-Est, de Laval-Saint-Nicolas et de Laval-Nord-Est.

Le canton d'Argentré groupait neuf communes et comptait 17 698 habitants en 2012 (population municipale).
- Argentré ;
- Bonchamp-lès-Laval ;
- Châlons-du-Maine ;
- La Chapelle-Anthenaise ;
- Forcé ;
- Louverné ;
- Louvigné ;
- Montflours ;
- Parné-sur-Roc.

À la suite du redécoupage des cantons pour 2015, les communes d'Argentré, Bonchamp-lès-Laval, Châlons-du-Maine, La Chapelle-Anthenaise, Louverné et Montflours sont rattachées au canton de Bonchamp-lès-Laval et les communes de Forcé, Louvigné et Parné-sur-Roc à celui de L'Huisserie.
Aucune commune supprimée depuis la création des communes sous la Révolution n'était incluse dans le territoire du canton d'Argentré.

## Démographie
| 1962  | 1968  | 1975  | 1982   | 1990   | 1999   | 2006   | 2011   | 2012   |
| ----- | ----- | ----- | ------ | ------ | ------ | ------ | ------ | ------ |
| 5 273 | 5 922 | 7 853 | 10 809 | 12 188 | 13 789 | 16 009 | 17 677 | 17 698 |